# Grand Prix automobile des Pays-Bas 1976
Résultats du Grand Prix des Pays-Bas de Formule 1 1976 qui a eu lieu sur le circuit de Zandvoort le 29 août 1976.

## Classement
| Pos  | N° | Pilote                   | Écurie             | Tours | Temps/Abandon         | Grille | Points |
| ---- | -- | ------------------------ | ------------------ | ----- | --------------------- | ------ | ------ |
| 1    | 11 | James Hunt               | McLaren-Ford       | 75    | 1 h 44 min 52 s 09    | 2      | 9      |
| 2    | 2  | Clay Regazzoni           | Ferrari            | 75    | + 0 s 92              | 5      | 6      |
| 3    | 5  | Mario Andretti           | Lotus-Ford         | 75    | + 2 s 09              | 6      | 4      |
| 4    | 16 | Tom Pryce                | Shadow-Ford        | 75    | + 6 s 94              | 3      | 3      |
| 5    | 3  | Jody Scheckter           | Tyrrell-Ford       | 75    | + 22 s 46             | 8      | 2      |
| 6    | 9  | Vittorio Brambilla       | March-Ford         | 75    | + 45 s 03             | 7      | 1      |
| 7    | 4  | Patrick Depailler        | Tyrrell-Ford       | 75    | + 56 s 28             | 14     |        |
| 8    | 19 | Alan Jones               | Surtees-Ford       | 74    | + 1 tour              | 16     |        |
| 9    | 12 | Jochen Mass              | McLaren-Ford       | 74    | + 1 tour              | 15     |        |
| 10   | 17 | Jean-Pierre Jarier       | Shadow-Ford        | 74    | + 1 tour              | 20     |        |
| 11   | 38 | Henri Pescarolo          | Surtees-Ford       | 74    | + 1 tour              | 22     |        |
| 12   | 25 | Rolf Stommelen           | Hesketh-Ford       | 72    | + 3 tours             | 25     |        |
| Abd. | 22 | Jacky Ickx               | Ensign-Ford        | 66    | Panne électrique      | 11     |        |
| Abd. | 39 | Boy Hayje                | Penske-Ford        | 63    | Arbre de transmission | 21     |        |
| Abd. | 8  | Carlos Pace              | Brabham-Alfa Romeo | 53    | Fuite d'huile         | 9      |        |
| Abd. | 26 | Jacques Laffite          | Ligier-Matra       | 53    | Fuite d'huile         | 10     |        |
| Abd. | 10 | Ronnie Peterson          | March-Ford         | 52    | Pression d'huile      | 1      |        |
| Abd. | 24 | Harald Ertl              | Hesketh-Ford       | 49    | Sortie de piste       | 24     |        |
| Abd. | 28 | John Watson              | Penske-Ford        | 47    | Boîte de vitesses     | 4      |        |
| Abd. | 27 | Larry Perkins            | Boro-Ford          | 44    | Accident              | 19     |        |
| Abd. | 30 | Emerson Fittipaldi       | Copersucar-Ford    | 40    | Panne électrique      | 17     |        |
| Abd. | 7  | Carlos Reutemann         | Brabham-Alfa Romeo | 11    | Embrayage             | 12     |        |
| Abd. | 6  | Gunnar Nilsson           | Lotus-Ford         | 10    | Accident              | 13     |        |
| Abd. | 34 | Hans-Joachim Stuck       | March-Ford         | 9     | Moteur                | 26     |        |
| Abd. | 18 | Conny Andersson          | Surtees-Ford       | 9     | Moteur                | 18     |        |
| Abd. | 20 | Arturo Merzario          | Wolf-Williams-Ford | 5     | Accident              | 23     |        |
| Nq.  | 40 | Alessandro Pesenti-Rossi | Tyrrell-Ford       |       | Non qualifié          |        |        |

Légende :
- Abd.=Abandon

## Pole position et record du tour
- Pole position : Ronnie Peterson en 1 min 21 s 39 (vitesse moyenne : 187,106 km/h).
- Tour le plus rapide : Clay Regazzoni en 1 min 22 s 59 au 49e tour (vitesse moyenne : 184,206 km/h).

## Tours en tête
- Ronnie Peterson : 11 (1-11)
- James Hunt : 64 (12-75)

## À noter
- 5e victoire pour James Hunt.
- 19e victoire pour McLaren en tant que constructeur.
- 92e victoire pour Ford-Cosworth en tant que motoriste.